# Schistura humilis
Schistura humilis är en fiskart som först beskrevs av Lin 1932.  Schistura humilis ingår i släktet Schistura och familjen grönlingsfiskar. Inga underarter finns listade i Catalogue of Life.